# Liste Bielefelder Kinos
Die Liste Bielefelder Kinos enthält derzeitige und ehemalige Kinos der Stadt Bielefeld in Ostwestfalen.
| Name                        | Straße                           | Plätze                        | Säle | Öffnung | Schließung         | Anmerkungen          |
| --------------------------- | -------------------------------- | ----------------------------- | ---- | ------- | ------------------ | -------------------- |
| Apollo                      | Heeper Straße 206a               | 575                           | 1    | 1954    | 1970               | [ 1 ]                |
| Astoria                     | Oberntorwall 23                  | 1000                          | 1    | 1951    | 1986               | [ 2 ]                |
| Astoria                     | Am Klosterplatz 9                | 800                           | 4    | 1991    | 2008               | [ 3 ]                |
| Atrium                      | Niedernstraße 29–31              | 850                           | 1    | 1955    | 1999               | [ 4 ] [ 5 ]          |
| Baki                        | Im Hauptbahnhof                  | 98                            | 1    | 1977    | 1986               | [ 6 ]                |
| Capitol                     | Bahnhofstraße 4                  | 1070; 406 nach 1970           | 1    | 1936    | 2001               | [ 7 ] [ 8 ]          |
| Cinema                      | Bahnhofstraße 16, City-Passage   | 237                           | 3    | 1977    | 1991               | [ 9 ] [ 10 ]         |
| Cinemaxx                    | Ostwestfalenplatz 1              | 2648                          | 8    | 1998    | in Betrieb         | [ 11 ] [ 12 ]        |
| Cinestar                    | Zimmerstraße 10–14               | 2315                          | 10   | 2000    | 2020               | [ 13 ] [ 14 ]        |
| Fichtenhof-Lichtspiele      | Heinrich-Forke-Straße 5          | 400                           | 1    | 1946    | 1957               | [ 15 ]               |
| Globus-Lichtspiele          | Ziegelstraße 67                  | 350                           | 1    | 1949    | 1965 (etwa)        | [ 16 ]               |
| Gloria und Gloriette        | Niedernstraße 12                 | 217 (Gloria); 105 (Gloriette) | 2    | 1909    | 2000               | [ 17 ] [ 18 ]        |
| Heepener Lichtspiele        | Bullrichstraße 504               | 348                           | 1    | 1949    | 1979               | [ 19 ]               |
| Kamera                      | Feilenstraße 2–4                 | 310                           | 3    | 1950    | In Betrieb         | [ 20 ] [ 21 ]        |
| Lichtburg Brackwede         | Sierckstraße 2                   | 450                           | 1    | 1930    | 1945               | [ 22 ]               |
| Lichtburg Brackwede         | Bodelschwingstraße 352           | 420                           | 1    | 1945    | 1966               | [ 23 ]               |
| Lichtspiele Jöllenbeck      | Herforder Straße 12              | 350                           | 1    | 1936    | 1966               | [ 24 ]               |
| Lichtspiele Sennestadt      | Paderborner Straße/Verler Straße | 500                           | 1    | 1948    | 1966               | [ 25 ]               |
| Lichtwerk                   | August-Bebel-Straße 94           | 266                           | 3    | 1985    | In Betrieb         | [ 26 ] [ 27 ]        |
| Lido                        | Detmolder Straße 168             | 300                           | 1    | 1944    | 1966               | [ 28 ]               |
| Melodie Brackwede           | Kölner Straße 40                 | 629                           | 1    | 1998    | in Betrieb         | [ 29 ]               |
| Melodie Brackwede           | Hauptstraße 205                  | 477                           | 1    | 1954    | 1970               | [ 30 ] [ 31 ]        |
| Metropol Hillegossen        | Detmolder Straße. 209            | 367                           | 1    | 1948    | 1958               | [ 32 ]               |
| Movie (vormals Woki)        | Am Bahnhof 6                     | 401                           | 1    | 1955    | 2000               | [ 33 ] [ 34 ]        |
| Odeon                       | Schloßhofstraße                  | 867                           | 1    | 1946    | 1962               | [ 35 ]               |
| Offkino im Filmhaus         | August-Bebel-Straße 94           | 63                            | 1    | 2010    | in Betrieb         | [ 36 ] [ 37 ]        |
| Palast-Theater              | Niedernstraße 21                 | 600                           | 1    | 1920    | 1988 (etwa)        | [ 38 ] [ 39 ]        |
| Queller Lichtspiele         | Quelle Nr. 17                    | 331                           | 1    | 1948    | 1957               | [ 40 ]               |
| Regina Senne                | Hauptstraße 80                   | 440                           | 1    | 1954    | 1966 (etwa)        | [ 41 ]               |
| Rhythmus - Theater          | Ravensberger Straße              | 494                           | 1    | 1958    | 1967               | [ 42 ]               |
| Roxi Brake                  | Bahnhofstraße 224                | 499                           | 1    | 1949    | 1960               | [ 43 ]               |
| Scala                       | Treppenstraße 2                  | 100 (etwa)                    | 1    | 2011    | in Betrieb         | [ 44 ]               |
| Schauburg (Odeon) Brackwede | Gütersloher Straße 17            | 436                           | 1    | 1928    | 1966               | [ 45 ]               |
| Skala (& Studio & Lux)      | Herforder Straße 5–7             | 953                           | 5    | 1954    | 2000               | [ 46 ] [ 47 ] [ 48 ] |
| Universum                   | Bahnhofstraße 39                 | 1032                          | 1    | 1928    | 1968               | [ 49 ]               |
| Universum Schildesche       | Niederfeldstraße 13              | 511                           | 1    | 1935    | 1966               | [ 50 ]               |
| U.T. Ubbedissen             | Detmolder Straße                 | 385                           | 1    | 1956    | 1969 (oder früher) | [ 51 ]               |
| Zentral Brackwede           | Hauptstraße 127                  | 600                           | 1    | 1953    | 1961               | [ 52 ]               |